# Зарічне (Кременчуцький район)
Зарі́чне (до 2016 року — Жовтневе) — село в Україні, у Глобинській міській громаді Кременчуцького району Полтавської області. Населення становить 425 осіб (2011).

## Географія
Село лежить на лівому березі річки Сухий Омельник, вище за течією за 1 км лежить село Махнівка, нижче за течією за 1 км — село Гуляйполе, на протилежному березі — села Обознівка і Новий Виселок. Річка місцями пересихає, на ній зроблена велика запруда.

## Історія
У Національній книзі пам'яті жертв Голодомору 1932—1933 років в Україні вказано, що 94 жителі Обознівської сільської ради та 105 жителів Обознівки загинули від голоду.
17 вересня 2008 року колишньому селищу надано статус села.
Село внесено до переліку населених пунктів, які потрібно перейменувати згідно із законом «Про засудження комуністичного та націонал-соціалістичного (нацистського) тоталітарних режимів в Україні та заборону пропаганди їхньої символіки».
12 червня 2020 року, відповідно до розпорядження Кабінету Міністрів України № 721-р «Про визначення адміністративних центрів та затвердження територій територіальних громад Полтавської області», село увійшло до складу Глобинської міської громади.
19 липня 2020 року, внаслідок адміністративно-територіальної реформи та ліквідації Глобинського району, село увійшло до складу новоутвореного Кременчуцького району.

## Населення
Кількість населення в селі змінювалася так:
| 2001 | 2011 |
| ---- | ---- |
| 457  | 425  |
|      | ▼    |

### Мова
Розподіл населення за рідною мовою за даними перепису 2001 року:
| Мова       | Кількість | Відсоток |
| ---------- | --------- | -------- |
| українська | 434       | 94.97%   |
| російська  | 20        | 4.37%    |
| румунська  | 3         | 0.66%    |
| Усього     | 457       | 100%     |